# Hibernome
 Mise en garde médicale
L'hibernome est une tumeur bénigne développée aux dépens de la graisse brune.

## Pathologie
On distingue quatre types histologiques d'hibernome : typique, myxoïde, lipome-like et à cellules fusiformes,.

## Clinique
L'hibernome se manifeste sous la forme d'une masse généralement sous-cutanée, indolore et à croissance lente,. La masse est régulière à la palpation et non adhérente aux plans adjacents.
Bien que généralement asymptomatique, l'hibernome peut entraîner des compressions nerveuses.

## Imagerie
En tomodensitométrie, l'hibernome présente une densité variable oscillant entre celle de la graisse et celle du muscle.
En imagerie par résonance magnétique, le signal est souvent proche de celui du tissu graisseux sous-cutané avec un hypersignal T1 et T2 discrètement moins marqué que ce dernier. De même la chute du signal est incomplète sur les séquences avec suppression du signal de la graisse. Il est également possible de visualiser des « vides de signal » en pondération T2 en rapport avec les nombreux vaisseaux vascularisant la lésion.
En échographie, l'aspect de l'hibernome est proche de celui du lipome. En revanche l'étude Doppler permet de différencier les lésions en montrant une vascularisation intense au sein de l'hibernome. Cette hypervascularisation peut égarer le diagnostic en faisant évoquer un liposarcome.
L'hibernome présente un hypermétabolisme en tomographie par émission de positons au 18F-FDG.